# Silke Groht
Silke Groht (* 25. Mai 1948 in Lübeck) ist eine deutsche Politikerin (FDP).

## Ausbildung und Beruf
Silke Groht besuchte das Gymnasium, an dem sie 1966 das Abitur erwarb. Nach der Ausbildung an der Pädagogischen Hochschule legte sie 1969 die erste Staatsprüfung für das Lehramt an der Volksschule (Grund- und Hauptschule) ab. Die zweite Staatsprüfung erfolgte 1971. Ab 1971 war sie Lehrerin an der Hauptschule in Gevelsberg, 1975 ging sie gemäß Landesrechtsstellungsgesetz zunächst in den Ruhestand. Später kehrte sie in den Schuldienst zurück und arbeitete zuletzt bei der Bezirksregierung Arnsberg im Dezernat Haupt- und Realschulen, Sekundarstufe 1.

## Politik
Silke Groht war seit 1971 Mitglied der FDP und der Deutschen Jungdemokraten (DJD). Von 1972 bis 1974 war sie als Kreisvorsitzende in Hagen und stellvertretende Landesvorsitzende der Jungdemokraten Nordrhein-Westfalen tätig. Sie spielte eine maßgebliche Rolle an der Entstehung des FDP-Papiers „Freie Kirche im freien Staat“, das im September 1974 beschlossen wurde und auf Forderungen der Jungdemokraten zur Trennung von Kirche und Staat aus dem Vorjahr zurückging. 1974 wurde sie Mitglied des Bezirksvorstandes der FDP, Bezirksverband Westfalen-West. Groht fungierte als Mitglied des Landeshauptausschusses und stellvertretende Vorsitzende des Landesfrauenausschusses.
Silke Groht war vom 28. Mai 1975 bis zum 28. Mai 1980 Mitglied des 8. Landtages von Nordrhein-Westfalen, in den sie über die Landesliste einzog. Sie war zu dem Zeitpunkt die jüngste Abgeordnete in NRW. Bei der Landtagswahl im Mai 1980 scheiterte die FDP mit 4,98 % der Zweitstimmen an der Fünf-Prozent-Hürde und Silke Groht schied aus dem Landtag aus. Im Zusammenhang mit der „Wende“ im Herbst 1982 wechselte sie zu den Liberalen Demokraten. Auf der Gründungsversammlung am 28. November 1982 wurde sie in den ersten Bundesvorstand der neuen Partei gewählt.
Seit 1969 ist sie Mitglied der Gewerkschaft Erziehung und Wissenschaft.